# Chrysopa loriae
Chrysopa loriae is een insect uit de familie van de gaasvliegen (Chrysopidae), die tot de orde netvleugeligen (Neuroptera) behoort. 
Chrysopa loriae is voor het eerst wetenschappelijk beschreven door Navás in 1929.